# Aleksandra Kauc
Aleksandra Kauc-Żelichowska (ur. 20 lutego 1980 w Łodzi) – polska łyżwiarka figurowa, startująca w parach tanecznych. Uczestniczka igrzysk olimpijskich w Turynie (2006), uczestniczka mistrzostw Europy i świata, medalistka zawodów międzynarodowych oraz 3-krotna mistrzyni Polski (2004–2006).

## Biografia
Była zawodniczką Miejskiego Klubu Sportowego w Łodzi, gdzie wspólnie z kolejnymi partnerami sportowymi trenowali pod okiem trenerki Marii Olszewskiej-Lelonkiewicz. Brali również udział w międzynarodowych konsultacjach.
W parze z Michałem Zychem we wrześniu 2005 roku na Memoriale Karla Schäfera zostali pierwszymi rezerwowymi na igrzyska olimpijskie 2006 w Turynie. Ze względu na wycofanie się z igrzysk pary niemieckiej, w styczniu 2006 roku zdobyli kwalifikację olimpijską. W debiucie olimpijskim zajęli 21. miejsce.
W 2007 roku wzięła udział w pierwszej polskiej edycji programu Gwiazdy tańczą na lodzie. Jej partnerem był dziennikarz Zygmunt Chajzer z którym zajęli 9. miejsce. W drugiej tańczyła z kompozytorem i wokalistą Markiem Kościkiewiczem – zajęli 11. miejsce. W trzeciej edycji była trenerką gwiazd.
W 2007 roku została komentatorką łyżwiarstwa figurowego w stacji Eurosport, a później publicystką oraz działaczką w stowarzyszeniu krzewiącym aktywność ruchową (Polskie Stowarzyszenie Sportu Kobiet, oddział w Łodzi). 
Jest mężatką, ma dwoje dzieci.

## Osiągnięcia

### Z Michałem Zychem
| Zawody                  | 03–04          | 04–05          | 05–06          | 06–07          |                |                |                |                |                |                |                |                |                |                |                |                |                |
| Międzynarodowe          | Międzynarodowe | Międzynarodowe | Międzynarodowe | Międzynarodowe | Międzynarodowe | Międzynarodowe | Międzynarodowe | Międzynarodowe | Międzynarodowe | Międzynarodowe | Międzynarodowe | Międzynarodowe | Międzynarodowe | Międzynarodowe | Międzynarodowe | Międzynarodowe | Międzynarodowe |
| ----------------------- | -------------- | -------------- | -------------- | -------------- | -------------- | -------------- | -------------- | -------------- | -------------- | -------------- | -------------- | -------------- | -------------- | -------------- | -------------- | -------------- | -------------- |
| Igrzyska olimpijskie    |                |                | 21             |                |                |                |                |                |                |                |                |                |                |                |                |                |                |
| Mistrzostwa świata      | 24             | 22             | 19             |                |                |                |                |                |                |                |                |                |                |                |                |                |                |
| Mistrzostwa Europy      | 14             | 17             | 16             |                |                |                |                |                |                |                |                |                |                |                |                |                |                |
| GP Cup of China         |                |                | 7              |                |                |                |                |                |                |                |                |                |                |                |                |                |                |
| GP Cup of Russia        |                | 9              | 8              |                |                |                |                |                |                |                |                |                |                |                |                |                |                |
| GP Skate America        |                | 10             |                |                |                |                |                |                |                |                |                |                |                |                |                |                |                |
| Finlandia Trophy        | 4              |                |                |                |                |                |                |                |                |                |                |                |                |                |                |                |                |
| Golden Spin Zagrzeb     |                | 2              |                |                |                |                |                |                |                |                |                |                |                |                |                |                |                |
| Memoriał Karla Schäfera |                |                | 9              |                |                |                |                |                |                |                |                |                |                |                |                |                |                |
| Nebelhorn Trophy        | 5              | WD             |                | 4              |                |                |                |                |                |                |                |                |                |                |                |                |                |
| Krajowe                 |                |                |                |                |                |                |                |                |                |                |                |                |                |                |                |                |                |
| Mistrzostwa Polski      | 1              | 1              | 1              |                |                |                |                |                |                |                |                |                |                |                |                |                |                |

### Z Filipem Bernadowskim
| Zawody                                | 97–98          | 98–99          | 99–00          | 00–01          |                |                |                |                |                |                |                |                |                |                |                |                |                |
| Międzynarodowe                        | Międzynarodowe | Międzynarodowe | Międzynarodowe | Międzynarodowe | Międzynarodowe | Międzynarodowe | Międzynarodowe | Międzynarodowe | Międzynarodowe | Międzynarodowe | Międzynarodowe | Międzynarodowe | Międzynarodowe | Międzynarodowe | Międzynarodowe | Międzynarodowe | Międzynarodowe |
| ------------------------------------- | -------------- | -------------- | -------------- | -------------- | -------------- | -------------- | -------------- | -------------- | -------------- | -------------- | -------------- | -------------- | -------------- | -------------- | -------------- | -------------- | -------------- |
| Mistrzostwa świata                    |                |                | 17             |                |                |                |                |                |                |                |                |                |                |                |                |                |                |
| Mistrzostwa Europy                    |                |                |                | 22             |                |                |                |                |                |                |                |                |                |                |                |                |                |
| GP Skate Canada International         |                |                |                | 8              |                |                |                |                |                |                |                |                |                |                |                |                |                |
| Memoriał Karla Schäfera               |                |                | 2              |                |                |                |                |                |                |                |                |                |                |                |                |                |                |
| Nebelhorn Trophy                      |                |                | 4              |                |                |                |                |                |                |                |                |                |                |                |                |                |                |
| Skate Israel                          |                |                | 6              |                |                |                |                |                |                |                |                |                |                |                |                |                |                |
| Zimowa uniwersjada                    |                |                |                | 11             |                |                |                |                |                |                |                |                |                |                |                |                |                |
| Międzynarodowe: Kategorie młodzieżowe |                |                |                |                |                |                |                |                |                |                |                |                |                |                |                |                |                |
| Mistrzostwa świata juniorów           | 8              | 8              |                |                |                |                |                |                |                |                |                |                |                |                |                |                |                |
| JGP we Francji                        | 6              |                |                |                |                |                |                |                |                |                |                |                |                |                |                |                |                |
| JGP w Niemczech                       | 6              | 4              |                |                |                |                |                |                |                |                |                |                |                |                |                |                |                |
| JGP na Słowacji                       |                | 6              |                |                |                |                |                |                |                |                |                |                |                |                |                |                |                |
| Autumn Trophy                         |                | 2 J            |                |                |                |                |                |                |                |                |                |                |                |                |                |                |                |
| Krajowe                               |                |                |                |                |                |                |                |                |                |                |                |                |                |                |                |                |                |
| Mistrzostwa Polski                    | 1 J            | 1 J            | 3              | 3              |                |                |                |                |                |                |                |                |                |                |                |                |                |

### Z Krzysztofem Tomczykiem
| Mistrzostwa Polski | 4 J |

### Z Michałem Przykiem
| Mistrzostwa świata juniorów | 12 |